# Михайлов, Григорий Васильевич
Григорий Васильевич Михайлов (30 ноября 1914, Старая Елань, Акташевская волость, Мензелинский уезд, Уфимская губерния, Российская империя — 29 марта 1987, Москва, СССР) — советский актёр театра, кино и озвучивания.

## Биография
Родился 30 ноября 1914 года в селе Старая Елань Акташевской волости Мензелинского уезда Уфимской губернии Российской империи (ныне — Заинский район Татарстана). Рос в доме бабушки, мать ушла из семьи, отец помогал в воспитании ребёнка. После переезда в Москву, отец работал плотником-столяром.
Учился в школе-семилетке, после завершения, в 1930 году поступил учиться в школу фабрично-заводского ученичества (ФЗУ) при заводе «Электросвет» учеником слесаря.
Ушёл из жизни 29 марта 1987 года в Москве. Похоронен на Ваганьковском кладбище.

### Личная жизнь
Был женат на Анне Наумовне Ветровой, которая работала ассистентом режиссёра Центрального телевидения. От брака в 1960 году появился их общий сын Андрей.

## Фильмография
- 1941 — Боевой киносборник № 8 — боец
- 1941 — Морской ястреб — эпизод
- 1941 — Первопечатник Иван Фёдоров — ученик Фёдорова
- 1942 — Боевой киносборник № 11 — партизан
- 1943 — Два бойца — почтальон
- 1943 — Родные берега — матрос Иванченко
- 1944 — Человек № 217 — парень
- 1945 — Это было в Донбассе — эпизод
- 1946 — Наше сердце — эпизод
- 1946 — Синегория — Изобар
- 1947 — Сказание о земле Сибирской — военный
- 1948 — Молодая гвардия — член обкома
- 1948 — Путь славы — рабочий
- 1949 — Встреча на Эльбе — адъютант Маслова
- 1949 — Кубанские казаки — колхозник
- 1949 — Падение Берлина — адъютант Чуйкова
- 1950 — В мирные дни — матрос
- 1950 — Жуковский — парижанин в толпе
- 1950 — Щедрое лето — выступающий на выставке
- 1951 — Сельский врач — участник собрания
- 1953 — Адмирал Ушаков — эпизод
- 1953 — Завтрак у предводителя — Порфирий Игнатьич Нагланович
- 1954 — Море студёное — Савва Ножкин
- 1954 — Школа мужества — Никанор Сухарев
- 1955 — Дорога — Никита Иванович Рудаков
- 1955 — Крушение эмирата — Степан
- 1955 — Мать и сын — Абрамов
- 1956 — Первые радости — жандарм
- 1956 — Тугой узел — шофёр
- 1957 — Дело было в Пенькове — директор Подкаменской МТС
- 1957 — Случай в шахте восемь — член парткома
- 1957—1958 — Тихий Дон — шахтёр
- 1958 — Звероловы — Артём Сергеевич Макаров
- 1958 — Поэма о море — начальник геодезической службы
- 1959 — Исправленному верить — Пётр Гринюк
- 1960 — Крепость на колёсах — командир бронепоезда
- 1960 — Мичман Панин — Барабанов
- 1960 — Повесть пламенных лет — штабист
- 1961 — Евдокия — награждающий
- 1962 — Капитаны голубой лагуны — Серебряный
- 1962 — У твоего порога — машинист Василий
- 1962 — Чудак-человек — Сторожко
- 1963 — Оптимистическая трагедия — старый матрос
- 1964 — Космический сплав — Ушаков
- 1964 — Они шли на Восток — Александр Сергеевич
- 1965 — Двадцать шесть бакинских комиссаров — Николаев
- 1965 — Звонят, откройте дверь — Илья Николаевич Кисилёв
- 1965 — Музыканты одного полка — Руденков
- 1965 — Стряпуха — Трофим Григорьевич
- 1966 — Здесь начинается милиция — Григорий Васильевич
- 1966 — Королевская регата — эпизод
- 1966 — Неизвестная… — Терехов
- 1966 — По тонкому льду — начальник управления
- 1966 — Сказка о Царе Салтане — 5 карабельщик
- 1967 — Встречи (третия серия) — старик
- 1967 — Доктор Вера — Комиссар
- 1967 — Крепкий орешек — командующий
- 1967 — Особое мнение — председатель военного трибунала
- 1968 — День ангела — старый матрос
- 1967—1972 — Освобождение (1, 2, 3, 4, 5 фильм) — Михаил Сергеевич Малинин
- 1970 — Крутой горизонт — эпизод
- 1970 — Опекун — пожилой рабочий
- 1971 — Звёзды не гаснут — матрос
- 1971 — Большие перегоны — Рыбинский
- 1971 — Дерзость — Сергей Фёдорович, Седой
- 1971 — Драма из старинной жизни — повар графа Каменского-старшего
- 1971 — Путина — Шальников
- 1972 — Двуликий Янус — отец невесты
- 1973 — Бесстрашный атаман — казак
- 1973 — Огонь — сталевар
- 1973 — Транзит на север — Пивоваров
- 1974 — Любовь земная — работник строительства
- 1975 — Среди лета — Анастас
- 1976 — Вдовы — Ванышев
- 1976 — Дума о Ковпаке (третий фильм) — участник совещания подпольщиков
- 1976 — Преступление (первый фильм) — милиционер
- 1976 — Сибирь (третия серия) — кулак
- 1977 — Солдаты свободы — генерал-полковник Малинин
- 1976 — Ты — мне, — я тебе — Кондрат Архипович Михалев
- 1977 — Инкогнито из Петербурга — купец
- 1977 — Схватка в пурге — старший инженер
- 1980 — Если бы я был начальником — посетитель в приёмной
- 1981 — Отпуск за свой счёт — сотрудник отдела кадров
- 1982 — Вокзал для двоих — продавец на рынке

### Озвучивание
- 1941 — На зов вождя — роль Ш. Бурханова
- 1957 — Зэница — Бартич. Роль Драгослава Поповича
- 1957 — Я скажу правду — Андро. Роль Г. Коридзе
- 1958 — Крылатые защитники — Ли
- 1958 — Сафра — участие
- 1959 — Под чёрной маской — участие
- 1960 — Зайлергассе-8 — Бристель. Роль Хорста Шёна
- 1960 — Приключения Гекльберри Финна — участие
- 1982 — Начало пути — Нико